# Dorando Pietri
Dorando Pietri (Correggio, 16 oktober 1885 – San Remo, 7 februari 1942) was een Italiaanse atleet, die vooral beroemd werd door zijn optreden op de marathon van de Olympische Zomerspelen van 1908 in Londen.

## Biografie
Dorando Pietri werd geboren als Dorando Petri. Hij werd later bekend als Dorando.
Tijdens de tussenliggende Spelen van 1906 in Athene deed hij al mee aan de Olympische marathon, maar hij wist niet te finishen.

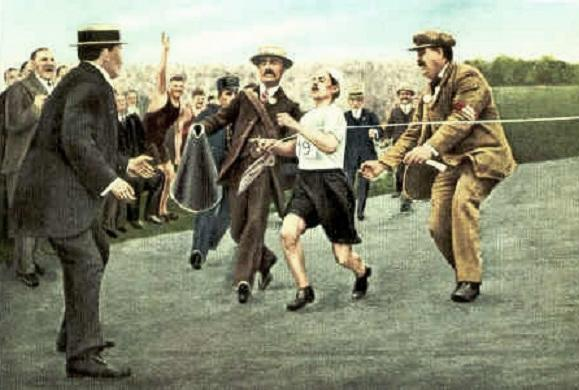
Dorando wordt over de finishlijn geholpen. Rechts op dit plaatje staat Arthur Conan Doyle.

Tijdens de Spelen van 1908 in Londen deed hij een nieuwe poging om olympische roem te verkrijgen. De Zuid-Afrikaan Charles Hefferon wist in eerste instantie een grote voorsprong op te bouwen, maar had zijn kruit te vroeg verschoten. Dorando wist hem anderhalve kilometer voor de binnenkomst in het stadion in te halen, het publiek reageerde enthousiast bij zijn binnenkomst. Al snel werd echter duidelijk dat er iets mis was. Dorando leek versuft en liep in eerste instantie de verkeerde kant uit. Officials wisten hem de juiste richting in te sturen, maar hij zakte in elkaar. Hij werd geholpen om weer op te staan, maar zakte wederom in elkaar. Dit herhaalde zich een aantal keer tot er een tweede loper in het stadion verscheen, de Amerikaan John Hayes. Hierop hielpen officials Dorando nogmaals op te staan en werd hij over de finishlijn geholpen (zie foto links). Na protesten van de Amerikanen werd Dorando gediskwalificeerd omdat hij hulp van buitenaf had gekregen. Een dag later kreeg hij uit handen van de Britse koningin Alexandra een gouden schaal voor zijn prestaties.

## Persoonlijke records
- Marathon - 2:38.40 (1908)

## Palmares

### Marathon
- 1906:  marathon van Rome - 2:42.01
- 1906:  marathon van Parijs - 2:42.00
- 1906: DNF OS
- 1908:  marathon van Carpi - 2:38.00
- 1908: DSQ OS
- 1908: DNF Madison Square Gardens
- 1909:  Saint Louis - 2:44.33
- 1909:  Dexter Park Pavilion - 2:56.01
- 1909:  Florida - 2:59.30
- 1909:  Madison Square Garden - 2:48.08
- 1909:  New York City Marathon - 2:45.37
- 1909: 6e New York City Marathon - 2:58.19
- 1910:  marthon van San Francisco - 2:41.35
- 1910:  Centennial Games - 2:38.49

- Gemeinsame Normdatei: 13405024X
- World Athletics: 14991730
- International Standard Name Identifier: 0000 0000 4525 0872
- Library of Congress Control Number: no2008021110
- Système universitaire de documentation: 12703515X
- Virtual International Authority File: 6140053
- WorldCat: E39PBJr3B7K3F6PgpdcY6qdWjC